# 天野組
天野組（あまのぐみ）は、大阪市天王寺区に本部を置いた暴力団。指定暴力団山口組の二次団体であった。

## 歴史
2008年1月、天野洋志穂が六代目山口組より除籍処分を受けた。同年2月に若頭であった須之内祥吾二代目東生会会長が天野組の地盤を引継ぎ直参に昇格した。

## 最高幹部
- 組長・天野洋志穂（六代目山口組若中、天野会初代会長、元宅見組副組長）
- 最高顧問・東義生（二代目東生会総長　初代東生会会長　元宅見組舎弟頭）
- 副組長・東浜俊則（東浜一家総長）
- 若頭・須之内祥吾（二代目東生会会長）
- 舎弟頭・清水年雄（清水組組長）
- 本部長・元山勇武人（元山総業組長）
- 副本部長・吉永大二（二代目天野会会長）